# Université de Houte-Si-Plou

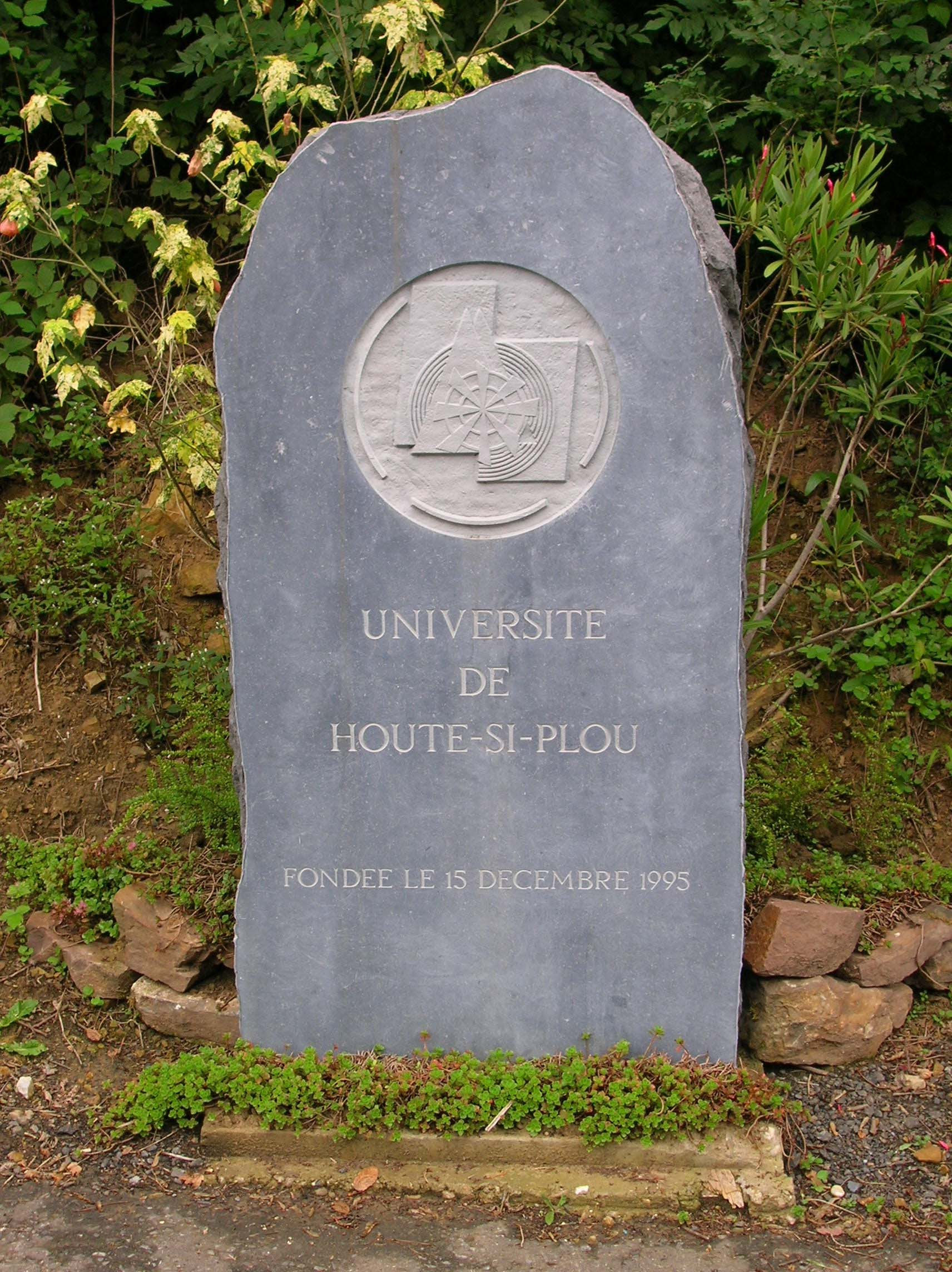
Stèle commémorative de la fondation de l'université de Houte-Si-Plou

L'université de Houte-si-plou est une association culturelle sans but lucatif fondée en 1995 et dissoute en 2022.
Le 15 décembre 1965, des étudiants, des chercheurs et des professeurs de la section francophone de l'Université catholique de Louvain (1835-1968), — deux ans avant le « Walen buiten » de la frange flamande catholique —, cherchent un terrain pour implanter la nouvelle Université. Ils décident symboliquement d'installer le nouveau campus francophone à Houte-Si-Plou, hameau situé à proximité d'Esneux, sur le territoire de la commune liégeoise de Neupré. Le principe de l'université de Houte-Si-Plou est ainsi lancé.

## Origine
Il ne s'agissait à l'origine que de pure dérision (en wallon, Houte-Si-Plou signifie écoute-s'il-pleut ou aubette-de-la-pluie et renvoie, à l'instar du Pétaouchnok français, à un lieu inconnu, voire imaginaire, même si plusieurs lieux portent effectivement ce nom) dans le but de montrer à l'opinion publique l'aberration, selon eux, d'une décision de scission de l'Université Catholique de Louvain (conséquences pour le rayonnement de la pensée chrétienne de Louvain dans le monde, perte pour la recherche scientifique, coût du transfert).
La scission de l'Université catholique de Louvain (1835-1968) sera effectivement acquise en 1969, avec séparation physique en 1972 par la construction du site de Louvain-la-Neuve dans le Brabant wallon. Deux universités catholiques de Louvain existent depuis : l'UCLouvain, francophone et installée à Louvain-la-Neuve, et la Katholieke Universiteit Leuven, néerlandophone, à Leuven.

## Histoire
L'université de Houte-Si-Plou est une association sans but lucratif fondée en 1995 et qui organise diverses conférences sur des sujets d'actualité, concerts et pièces de théâtre sur des thèmes humanistes et philosophiques. Ses membres et conférenciers font souvent partie du monde universitaire et des différents corps constitués belges, mais leurs profils peuvent également s'avérer très éclectiques.
En 2022, après 27 années d'existence, l'assemblée générale de l'association décide la cessation de ses activités et sa dissolution.